# Browallia acutiloba
Browallia acutiloba är en potatisväxtart som beskrevs av A.S. Alva och O.D. Carranza. Browallia acutiloba ingår i släktet browallior, och familjen potatisväxter. Inga underarter finns listade i Catalogue of Life.